# Myrträsket (Jörns socken, Västerbotten, 724371-172502)
Myrträsket är en sjö i Skellefteå kommun i Västerbotten och ingår i Åbyälvens huvudavrinningsområde. Sjön har en area på 0,153 kvadratkilometer och ligger 281 meter över havet. Sjön avvattnas av vattendraget Malbäcken.

## Delavrinningsområde
Myrträsket ingår i det delavrinningsområde (724217-173010) som SMHI kallar för Ovan Nymyrbäcken. Medelhöjden är 229 meter över havet och ytan är 42,87 kvadratkilometer. Det finns inga avrinningsområden uppströms utan avrinningsområdet är högsta punkten. Malbäcken som avvattnar avrinningsområdet har biflödesordning 2, vilket innebär att vattnet flödar genom totalt 2 vattendrag innan det når havet efter 38 kilometer. Avrinningsområdet består mestadels av skog (80 procent) och sankmarker (10 procent). Avrinningsområdet har 0,31 kvadratkilometer vattenytor vilket ger det en sjöprocent på 0,7 procent.